# La Mort du poète
La Mort du poète (Pour la Mort du poète), en russe : «Смерть поэ́та» («На смерть Пушкина») est un poème écrit par Mikhaïl Lermontov sur la fin tragique d'Alexandre Pouchkine et sur le mépris pour le poète alors manifesté par la haute société.
Il a été écrit immédiatement après le duel, en trois parties, et a connu immédiatement une très large diffusion, initiée par un ami proche de Lermontov, Sviatoslav Raïevski. Après une enquête lancée par Alexandre von Benckendorff, commandant des gendarmes, Mikhaïl Lermontov et Sviatoslav Raïevski sont arrêtés. Lermontov est ensuite affecté dans le Caucase.
Le poème est publié pour la première fois, dans une traduction allemande, en 1852 à Leipzig.
La Mort du poète contribua à la postérité de Lermontov, lui apportant la célébrité et lui donnant une aura de courage et d'audace.

« Le poème de Mikhaïl Lermontov occupe une place particulière dans l'histoire de la littérature nationale : il donne une appréciation d'ensemble, plutôt en avance sur son époque, et incomparable par sa force poétique de la portée internationale de Pouchkine et de son « divin génie » pour la Russie et, ainsi, constitue une affirmation remarquable de la conscience de soi de la société et de la nation. »

— I. S. Tchistova

## Relations entre Mikhaïl Lermontov et Alexandre Pouchkine
Il n'y a pas de document d'époque qui montre que Pouchkine et Lermontov, alors âgé de 21 ans et jeune diplômé de l'École des cadets, se fréquentaient. Un témoignage fait état d'une rencontre entre eux — les Papiers d'Alexandra Smirnova (ru) («Записки А. О. Смирновой»), rassemblés par sa fille en 1897, mais il ne semble pas s'agir d'une source fiable.
Ne connaissant pas personnellement Pouchkine, Lermontov l'a vu cependant plusieurs fois à Moscou et à Saint-Pétersbourg dans la rue, dans des théâtres, dans des librairies ou dans des lieux publics.
Il n'est cependant pas exclu qu'ils aient échangé en amont de la publication du poème Borodino de Lermontov dans le journal de Pouchkine Le Contemporain en 1837. Le poème a en effet été écrit au plus tard, à la fin de 1836 ou en janvier 1837, avant, selon une note du 21 février 1837 de Sviatoslav Raïevski, la rédaction de La Mort du poète.

## Genèse, rédaction et première diffusion du poème

### Vers 1 à 56
Le 27 janvier 1837 (8 février dans le calendrier grégorien) a lieu le duel entre le poète Alexandre Pouchkine et Georges d'Anthès, au cours duquel Pouchkine est blessé au ventre. Il meurt le 10 février.
Sous l'Empire russe, les duels pour l'honneur étaient interdits par la loi ; la cause de la mort de Pouchkine n'est pas mentionnée dans la presse, et la première publication y faisant allusion, le Dictionnaire des hommes mémorables («Словар достопамятных людей») de Dmitri Bantych-Kamenski (ru)), date de 1847. Aucune information, même partielle, n'est donnée dans la presse sur les circonstances et les événements qui ont précédé le duel, ou sur les réactions de la société. C'est par les conversations et les correspondances privées, également soumises à la censure et à l'autocensure, ainsi que par des poèmes, que la vérité est connue. Le caractère tragique de l'évènement est accru par le fait que Pouchkine avait lui-même dépeint la mort d'un poète en duel dans Eugene Onéguine, en y opposant Lenski et Onéguine.
Lermontov écrit dans ce contexte la première version de son poème, qui se termine par le 56e vers, «И на устах его печать» (« Et un sceau sur ses lèvres »). Il date ce texte du 28 janvier, bien que Pouchkine ne meure que le lendemain, ce qui laisse supposer que la rumeur encore fausse de sa mort circulait déjà. Le poème est lu le jour même à Saint-Pétersbourg : selon Ivan Panaïev, « les vers de Lermontov pour la mort du poète sont recopiés dans des dizaines de milliers d'exemplaires, et lus et appris par cœur par tous ».

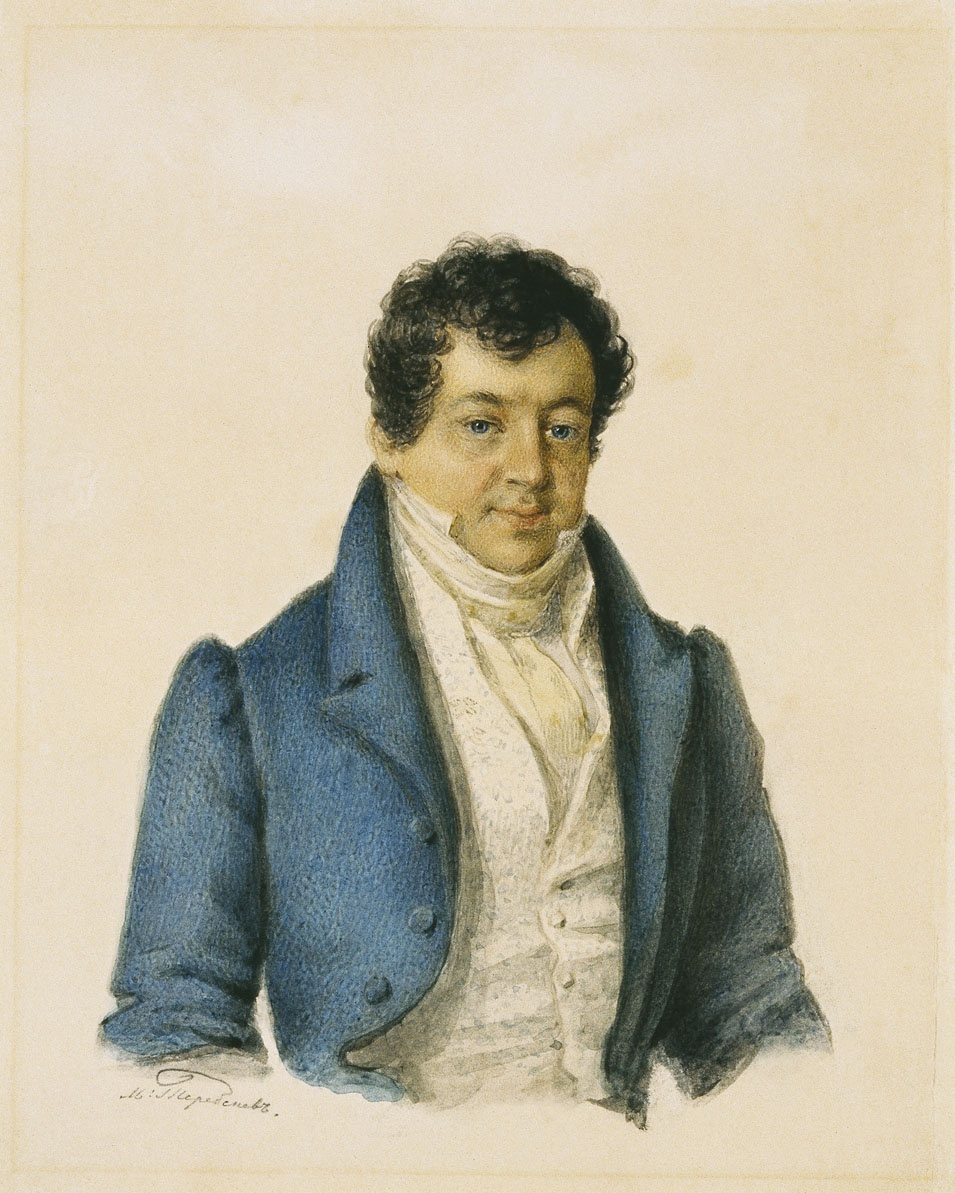
. Portrait par Mikhaïl Terebeniov.

La Mort du poète parvient au cercle des proches de Pouchkine : Vassili Joukovski, Piotr Viazemski, Vladimir Odoïevski, Piotr Pletniov, Alexandre Tourgueniev (ru), et à la famille de l'historien défunt Nikolaï Karamzine. Le 2 février, Tourgueniev écrit dans son journal : « pour Joukovski, [...] les vers de Lermontov sont superbes ».
Alexandre Tourgueniev se trouve quelques jours après à Trigorskoïe, et, devant la tombe du poète au monastère Sviatogorski, en prenant congé de Praskovia Ossipova, il lui promet de lui adresser les vers de Lermontov. On sait qu'il les recopie le 10 février dans une lettre à celle-ci. Tous deux étaient liés d'amitié avec Pouchkine, et Alexandre Tourgueniev voyait le poète en 1837 presque chaque jour, le matin dans son appartement de la Moïka (ru), le soir dans des cercles. Praskovia Ossipova répond de Trigorskoïe 16 février : « vous devinez, que ces vers m'ont plu... et seulement un homme, qui connaissait bien le poète, pouvait les écrire ».
Le prince Piotr Viazemski mentionne le poème dans une lettre du 9 février à l'illustre Denis Davidov : « voici les vers d'un certain Lermontov, officier hussard ».
Sofia Nikolaïevna Karamzina (ru) envoie le 10 février à son frère Andreï La Mort du poète, sans les seize derniers vers, et, émue, ne peut qu'exprimer que l'auteur de ces « beaux vers », dans lesquels il y a « tant de vérité et de sentiment », sont « d'un certain monsieur Lermontov, officier de l'État ». On lit également dans le journal d'Ivan Kozlov, le 11 février : « on ne peut pas être plus bon et compatissant qu'Alexandre Tourgueniev ; il m'a tant obligé en me lisant les vers de Lermontov pour la mort de Pouchkine ».
Lermontov ne réussit pas à entrer en contact avec le cercle des proches du poète avant son départ de Saint-Pétersbourg pour son premier exil dans le Caucase, le 19 mars.

### Vers 57 à 72
À la fin du mois de janvier, le médecin Nikolaï Arendt (ru), rend visite à Lermontov souffrant, lui expose les détails du duel et de la mort de Pouchkine, qu'il s'était efforcé de sauver. Le chirurgien est marqué par l'évènement.

« Arendt, qui avait vu de nombreuses morts, et sur les champs de bataille, et dans les hôpitaux, sortit avec les larmes aux yeux de sa chambre, et dit qu'il n'avait jamais rien vu de pareil, une telle longanimité face à une telle douleur. »

— Piotr Viazemski
Ce récit conduit Lermontov à poursuivre son travail sur le poème. Le 7 février, Lermontov achève la rédaction des seize derniers vers : « Et vous, descendants insolents de pères... » (« А вы, надменные потомки… »).

### Épitaphe
Une épitaphe est ajoutée dans une copie du poète, jointe au dossier des vers inadmissibles, écrits par le cornette de la garde du régiment de hussards Lermontov. Il s'agit d'une traduction libre d'un passage d'une tragédie de Jean de Rotrou (1609-1650), Venceslas,, : « Vengeance, souverain, vengeance » (« Отмщенье, государь, отмщенье! »).

## L'affaire des «vers inadmissibles»

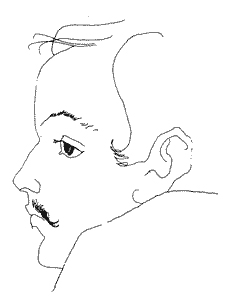
Mikhaïl Lermontov (autoportrait)

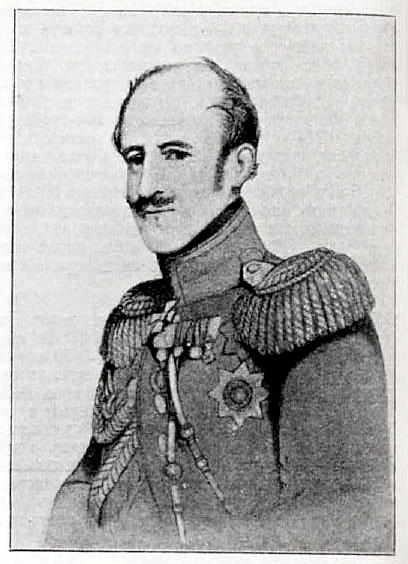
Alexandre von Benckendorf

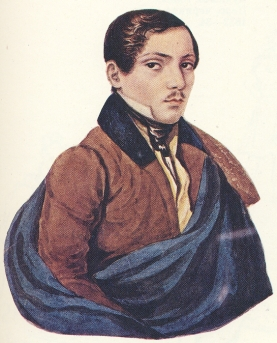
Sviatoslav Raïevski. Portrait par Mikhaïl Lermontov.

Le « Dossier de l'affaire des vers inadmissibles, écrits par le cornette du régiment de hussards de la Garde Lermontov et sur leur diffusion par le secrétaire du gouvernement Raeïevski » («Дела о непозволительных стихах, написанных корнетом лейб-гвардии гусарского полка Лермонтовым, и о распространении оных губернским секретарем Раевским») contient des informations d'une particulière richesse sur les circonstances dans lesquelles a été écrite La Mort du poète.
Ouvert le 23 février, en aval des événements, il est conservé à la Maison Pouchkine (op 3, n° 9, L. 17-18). Le Messager de l'Europe («Вестник Европы») est le premier à le publier en 1887.
La première pièce est une note du 19 ou du 20 février d'Alexandre von Benckendorff, commandant des gendarmes, à l'empereur Nicolas Ier, l'informant de l'existence du poème, de l'interrogatoire de Lermontov et de la perquisition dans ses appartements à Saint-Pétersbourg et à Tsarskoïe Selo :

« J'ai déjà eu l'honneur d'informer votre grandeur impériale, que j'ai adressé le poème de l'officier des hussards Lermontov au général Weimarn, pour qu'il interroge ce jeune homme et le retienne à l'état-major général sans le droit d'échanger avec quiconque à l'extérieur, jusqu'à ce que les autorités ne décident de son sort futur, et pour qu'il se saisisse de ses papiers, ici et dans son appartement à Tsarskoïe Selo. L'introduction de sa composition est audacieuse, et la fin, d'une libre pensée éhontée, plus que criminelle. Selon Lermontov, ces vers ont été distribués dans la ville par un de ses camarades, qu'il n'a pas voulu nommer. »

Nicolas Ier fait l'annotation suivante : « Des vers agréables, rien à dire ; j'ai envoyé Weimarn à Tsarskoïe Selo regarder les papiers de Lermontov, et s'il en trouvait d'autres de suspects, de les saisir. Pour le moment j'ai ordonné au médecin-chef du corps de la garde de visiter ce monsieur, et de s'assurer qu'il n'est pas aliéné ; et ensuite nous agirons avec lui conformément à la loi ».
Bournachev, puis Viskovatov racontent, que Benckendorf a appris de la comtesse Khitrovo, dans une réception, probablement chez la comtesse Dolly de Ficquelmont, l'existence de vers supplémentaires, offensants pour toute l'aristocratie. Le lendemain, il en informe Nicolas Ier, qui a en déjà reçu d'un anonyme une copie avec l'annotation « appel à la révolution ».
Ce sont ces seize vers qui provoquent la réaction des autorités. La première version du poème, selon des témoins, n'a pas irrité l'empereur. Sviatoslav Raïevski déclare dans sa déposition que « l'on disait que Vassili Joukovski avait lu les vers à son altesse impériale, le prince héritier, et qu'il avait manifesté son approbation ». Il reste aussi des témoignages, selon lequel Nicolas Ier, après avoir lu le poème de Lermontov, aurait dit : « celui-ci remplacera en Russie Pouchkine en bien », et le grand-duc Michel Pavlovtich aurait ajouté en français « Ce poète en herbe va donner de beaux fruits ». Selon A. N. Mouraviev, le chef du 3e département, Alexandre Mordvinov (ru), lui aurait dit : « j'ai lu il y a quelque temps ces vers au comte Benckendorf, et nous n'y avons rien trouvé de répréhensible ».
D'autres rumeurs laissent entendre que l'ajout n'a pas été fait par Lermontov. Alexandre Tourgueniev écrit le 13 février 1837 à A. N. Pechtchourov : « j'envoie des vers, qui sont dignes de leur sujet. Et il circule de la main à la main d'autres strophes, mais elles ne sont pas de l'auteur, et le véritable auteur en est, dit-on, troublé ».
Quoi qu'il en soit, Lermontov est arrêté, autour du 18 février (il n'y a pas consensus sur la date). Il est retenu dans les locaux de l'État-major, puis à partir du 27 février assigné à résidence dans l'appartement d'I. A. Arsenieva. Il quitte Saint-Pétersbourg le 19 mars pour le Caucase, via Moscou. Selon A. N. Mouraviev, « cet exil dans le Caucase fait beaucoup de bruit. On le regarde comme une victime, et cela accroît bien vite sa renommée de poète. Ses poèmes du Caucase, qui devient sa source d'inspiration, sont lus avec avidité ».
Le 20 février, une nouvelle perquisition est faite chez Lermontov et Raïevski. Le 21, ce dernier est arrêté.

### Déposition de Mikhaïl Lermontov

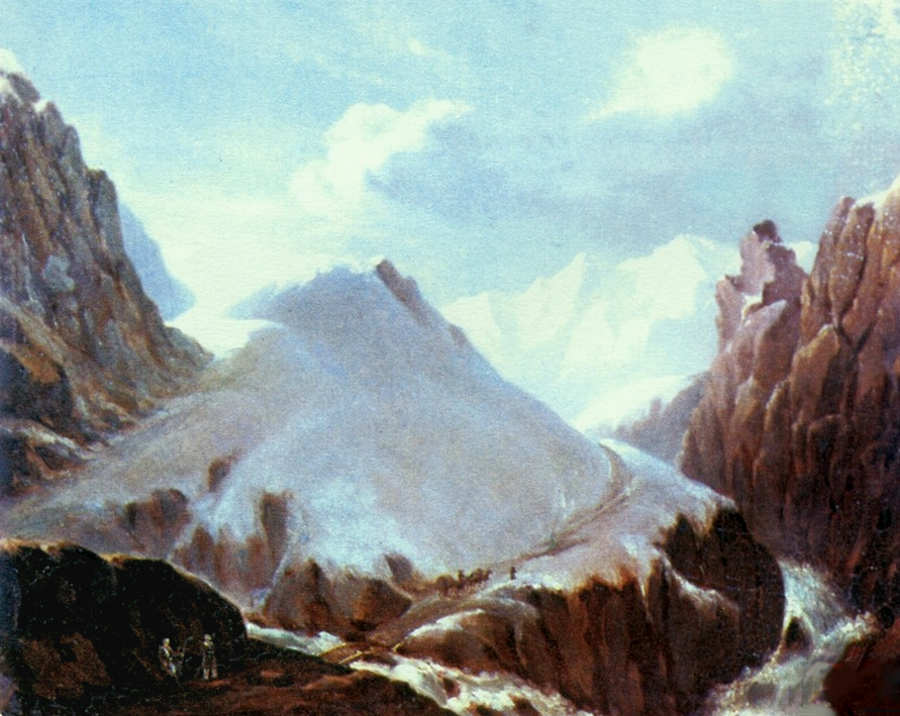
Vue du col de la Croix (route militaire du Caucase). Peinture de Mikhaïl Lermontov

On trouve dans le dossier la déposition de Lermontov :

« J'étais encore malade, quand se répandit par la ville la nouvelle du duel malheureux de Pouchkine. Quelques-unes de mes connaissances me la firent connaître, déformée par divers ajouts. L'un d'entre eux, un fervent de notre meilleur poète, raconta avec l'affliction la plus vive, par quels tourments et moqueries mesquines il avait été persécuté, et, à la fin, forcé d'enfreindre les lois d'ici-bas et des cieux, pour protéger l'honneur de sa femme de l'œil sévère du monde.
D'autres, surtout des dames, approuvaient l'adversaire de Pouchkine, le désignant comme une personne noble, et disaient que Pouchkine n'avait pas le droit d'exiger l'amour de sa femme, parce qu'il était jaloux et lui-même vil ; elles disaient également que Pouchkine était un intrus, et ainsi de suite. N'ayant peut-être pas la possibilité de défendre la part morale de son caractère, personne ne répondait à ces suprêmes accusations.
Je m'enflammai d'une indignation aussi forte qu'involontaire contre ces gens, qui attaquaient un homme, déjà blessé par la main de Dieu, qui ne leur avait fait aucun mal et qui n'avait jamais été loué par eux ; et ce sentiment inné dans une âme inexpérimentée — la volonté de défendre tout accusé innocent — mit à vif des nerfs encore excités par la maladie. Quand je commençai à demander : sur quels fondements s'élèvent-ils ainsi bruyamment contre un mort ? — on me répondit que je devais, vraisemblablement, peser mieux les choses, que tout le cercle le plus élevé de la société était de cette opinion. — Je m'étonnais ; ils riaient de moi.
À la fin, après deux jours d'attente anxieuse, on apprit la triste nouvelle que Pouchkine était mort, et une autre information parvint en même temps, qui consolait le cœur russe : le souverain, l'empereur, ne prenant pas en considération les erreurs passées, accorda d'une main généreuse une aide à la malheureuse épouse et aux petits orphelins. L'étrange opposition à ce geste de l'opinion (comme on me l'assura) du plus haut cercle de la société grandit le premier dans mon esprit, et noircit encore plus l'injustice de la seconde.
J'étais fermement convaincu, que les dignitaires de l'État partageaient les sentiments généreux et bienveillants de l'empereur, protecteur donné par Dieu à tous les opprimés ; mais, pour le moins, j'entendais que certaines personnes, appartenant à ce cercle élevé et profitant des mérites de leurs parents, — ceux-la ne cessaient d'obscurcir la mémoire de la victime, et propageaient des rumeurs aussi diverses que malveillantes.
Alors, dans un élan irréfléchi, je déversai l'amertume de mon cœur sur le papier, j'exprimai par des mots exagérés, inadaptés, un afflux décousu de pensées, sans me rendre compte que j'écrivais quelque chose de blâmable, que beaucoup d'intentions fautives pouvaient être trouvées dans ce que j'exprimais, sans avoir en elles ce sens. Cette expérience fut la première et la dernière de ce genre, encore plus pernicieuse (comme je le pensais avant et comme je le pense maintenant) pour les autres que pour moi.
Mais si je n'ai aucune justification, du moins la jeunesse et l'impétuosité peuvent être une explication, — car à ce moment la passion était plus forte que la froide raison. J'ai écrit avant des petites choses, peut-être encore conservées chez quelques-unes de mes connaissances. Une nouvelle orientale, appelée Khadji-Abrek, a été placée par moi dans « La bibliothèque de lecture » ; le drame Mascarade, en vers, donné par moi au théâtre, n'a pu être monté à cause (comme on me l'a dit) de passions et de caractères trop vifs. Et aussi parce que la bonté n'y est pas assez récompensée.
Quand j'écrivis mes vers sur la mort de Pouchkine (ce que, par malheur, je fis trop vite), alors mon bon ami, Raïevski, après avoir entendu, comme moi, beaucoup de mots vexants et injustes, et, sans réfléchir, ne voyant dans mes vers rien de contraire à la loi, me demanda de les retranscrire ; vraisemblablement, il les montra, comme une nouveauté, à d'autres. Je n'étais pas encore rétabli, et je ne pouvais donc apprendre tout de suite l'impression qu'ils avaient produite, je ne pus les reprendre à temps et les brûler. »

La Mort du poète - Manuscrit diffusé par Sviatoslav Raïevski.

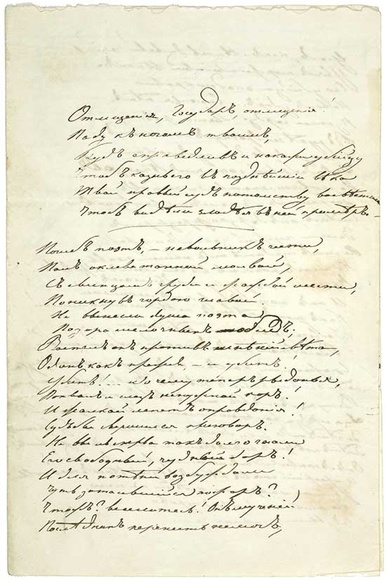
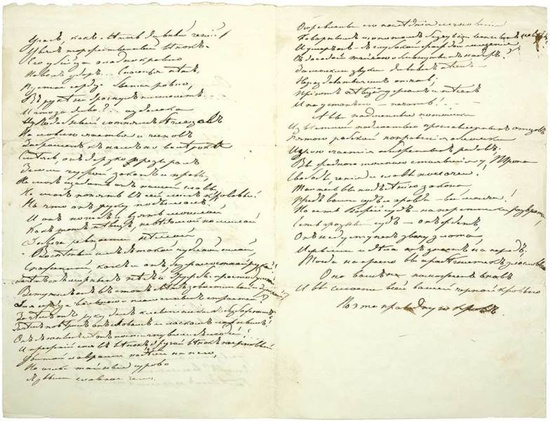

« Moi-même, je ne les remis plus à personne, mais, bien que je saisisse mon inconséquence, je ne pus les renier : la vérité a toujours été pour moi sacrée, et apportant au tribunal ma tête coupable, je me présenterai à lui ferme et assuré comme l'unique défenseur d'un homme noble, la face devant le tsar et la face devant Dieu. »

— Mikhaïl Lermontov, Cornette du régiment de hussards de la Garde
La décision de l'empereur parvient le 25 février :

« Le cornette du régiment des hussards Lermontov, pour la composition des vers découverts par vos lumières, le transférer avec le même grade au régiment des dragons de Nijni Novgorod ; et le secrétaire de gouvernement Raïevski, pour avoir distribué ces vers et en particulier pour avoir eu l'intention de donner secrètement des renseignements au cornette Lermontov sur son témoignage, le garder aux arrêts pendant un mois, et l'envoyer ensuite dans le gouvernement d'Olonetsk pour être affecté au service comme le décidera le gouverneur civil local. »

## Manuscrits et premières publications
Les différentes étapes de la composition de La Mort du poète peuvent être identifiées dans les premiers manuscrits. Toutes les difficultés de leur analyse n'ont pas été résolues.
Le premier bloc, les 56 premiers vers, correspond au manuscrit autographe conservé à la Bibliothèque nationale russe (manuscrit de Belova, Collection de manuscrits, no 8, L. 1 F. 429). Il provient des archives de Vladimir Odoïevski, et comporte une annotation de ce dernier : « Poème de Lermontov, qui n'a pas pu être imprimé »).
La Mort du poète (« Le poète est mort ! — esclave de l'honneur… »)
Autographe de Belova avec des corrections mineures.

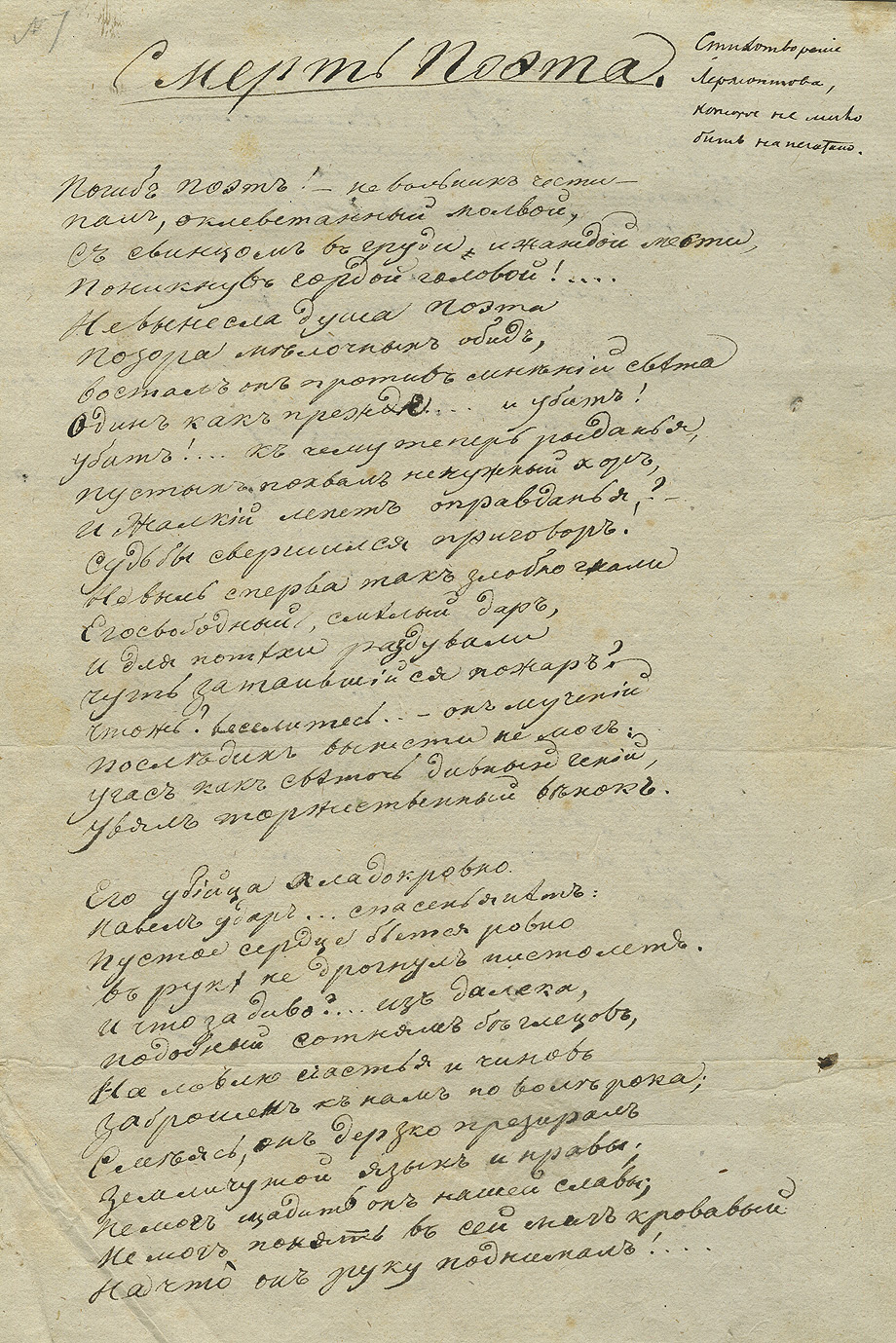
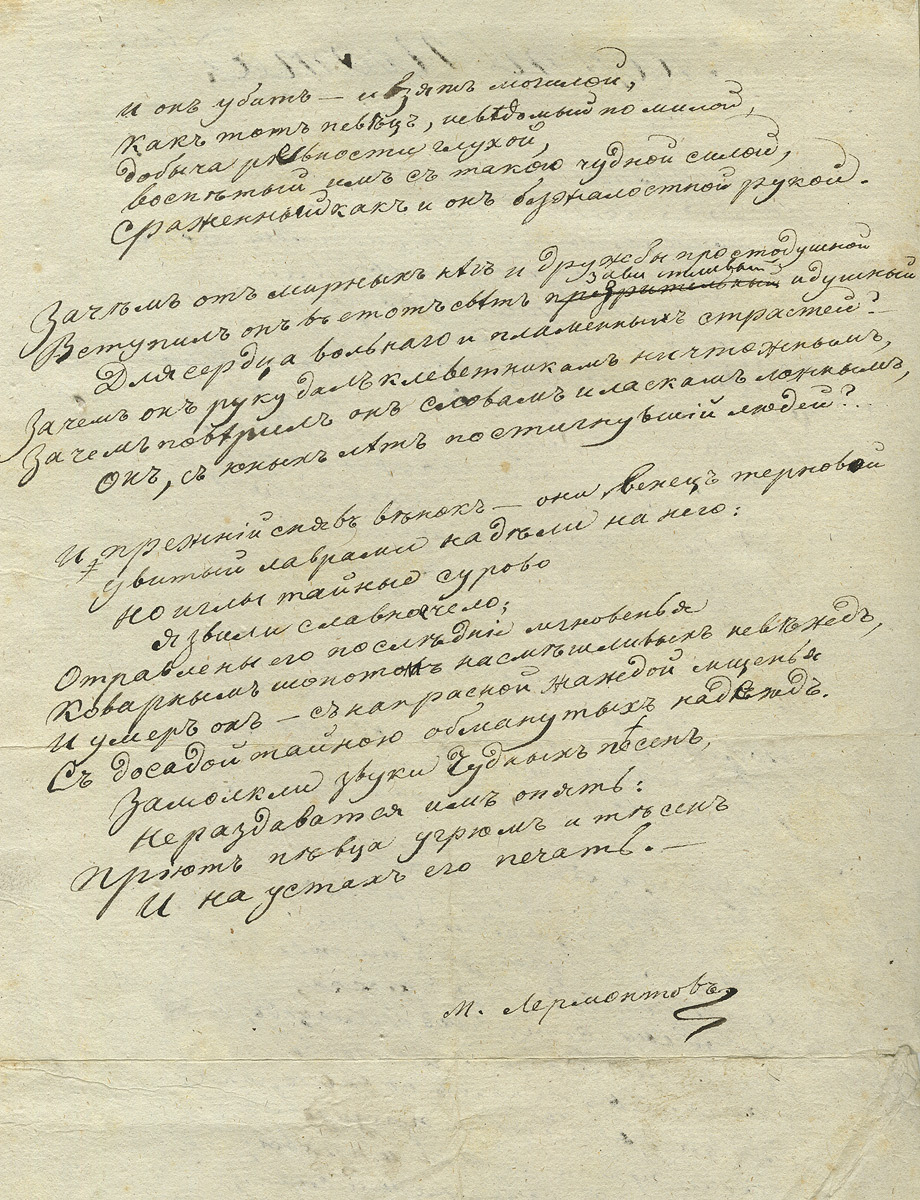

Les principaux autres manuscrits sont :
- un brouillon autographe — RGALI, F. 427, оp. I, no 986 (cahier de Sergueï Ratchinski (ru)), L. 67-68 (fac-similé dans Pouchkine et ses contemporains «Пушкин и его современники», avec un commentaire de I. Vekhovski)[19] ;
- un manuscrit autographe des vers 57 à 72 perdu, connu par la copie jointe au « Dossier sur les vers inadmissibles, écrits par le cornette de la garde du régiment de hussards Lermontov et sur leur diffusion par le secrétaire du gouverneur Raeïevsk », conservé à la Maison Pouchkine, op. 3, no 9, L. 17-18 ;
- le manuscrit autographe des vers 21-33 de la lettre de Mikhaïl Lermontov à Alexandre Tourgueniev (ru)(RGALI) du 18 novembre 1839[d].

Des 23 copies conservées, 7 sont de l'année 1837, deux sont datées de février, deux de mars. On sait par ailleurs que Mikhaïl Lemontov, qui vivait alors à Stavropol, a donné à P. I. Petrov une peinture nommée Vue de Tiflis, une copie de la Mort du poète et le manuscrit de La dernière installation (« Последнего новоселья »),.

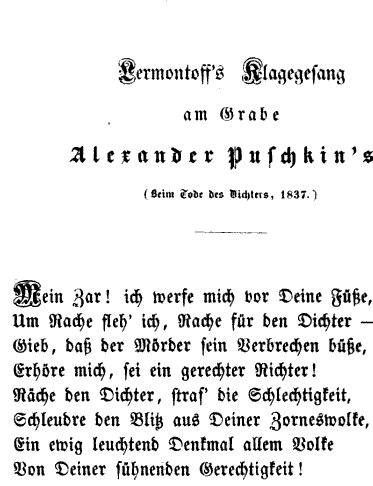
Fac-similé de la première page de la première publication du poème La mort du poète de Leipzig (traduction en allemand). Édition de 1856 de La mort du poète.

Friedrich von Bodenstedt publie pour la première fois le poème, en 1852, à Berlin, en langue allemande.
La première édition en russe, par Alexandre Herzen, est faite en 1856 à Londres, sous le titre Pour la mort de Pouchkine («На смерть Пушкина») dans l'almanach L'Étoile polaire (ru),. La Mort du poète est ensuite publiée dans une autre version à Leipzig.
En Russie, la première publication partielle, sans les 16 derniers vers, a lieu en 1558 dans les Notes bibliographiques («Библиографических записках»), et dans le texte complet, dans l'édition des œuvres de Lermontov par Doudychkine (tome 1, 1860, p. 61-63).

## Postérité

### Répliques poétiques
La Mort du poète fait référence en littérature dans l'appréciation des événements liés au duel d'Alexandre Pouchkine.
Son premier écho poétique est la Réponse à Lermontov pour ses vers „Pour la mort de Pouchkine“ («Ответ Лермонтову на его стихи „На смерть Пушкина“») datée du 22 février 1837, qui n'était pas destinée à être publiée (elle le sera en 1895 dans Rousskaïa Starina)). Elle est écrite par un junker de l'École de cavalerie Nicolas où a étudié Lermontov, Pavel Aleksandrovitch Gvosdiov (1815-1851),.
Le poème d'Alexandre Polejaïev, Une couronne sur la tombe de Pouchkine («Венок на гроб Пушкина»), écrit le 2 mars 1837 et publié partiellement dans le recueil Heures de la guérison («Часы выздоровления»), en 1842 se termine par une strophe qui fait de Mikhaïl Lermontov le successeur du poète perdu (« La poésie pleure devant ton urne, — // Poète inconnu, jeune assoiffé de gloire —// Holà, Pouchkine, à genoux devant lui ! ») et où l'auteur espère qu'il ne sera pas oublié.
En 1841, Nikolaï Ogarev, exilé à l'étranger, écrit dans son poème Humour («Юмор») ces vers : « .. C'est, c'est un poète // Bien qu'officier et militaire // Talentueux depuis l'enfance // Pris dans la nasse policière // arrêté, banni, exilé ».

### Arts graphiques
La Mort du poète a été illustrée par A. A. Goubiev, L. Dzemarian et Leonid Pasternak.

### Arrangements musicaux
Iouri Vladimirov, (ru), Evgueni Goloubev, A. S. Jak, I. F. Lvova, Sergueï Protopopov et d'autres ont mis La Mort du poète en musique.